# Boshommel
De boshommel (Bombus sylvarum) is een hommel die vooral voorkomt in graslanden, ruderale gebieden en langs bloemrijke bosranden (dus niet zoals de naam suggereert in het bos). De boshommel vliegt zeer snel en is daardoor en door de kleurtekening te onderscheiden van andere soorten.
De boshommel heeft een lange kop en een bruin- tot grijsgeel borststuk met in het midden een zwarte band. Op het voorste stuk van het achterlijf (tergiet 1 en 2) zitten rijen zwarte haren, het tussenstuk (tergiet 3) is zwart en het einde (tergieten 4,5 en 6) is roestrood behaard. Dus zowel midden op het borststuk als midden op het achterlijf zit een zwarte band en de punt van het achterlijf is roestrood. De tong is vrij lang. De tong van de koningin is 12 to 14 millimeter lang, van de werksters 10 tot 12 mm en van de darren 9 tot 11 mm.
Het nest zit vooral ondergronds, vaak in oude muizennesten, maar ook boven de grond. Een volgroeide kolonie bestaat uit zo'n 80 tot 150 werksters. De boshommel bezoekt veel verschillende soorten planten. De koningin is 16-18, de werkster 10-15 en het mannetje 12-14 mm lang. De vleugels van de koningin hebben een  spanwijdte van 29–32 mm. De spanwijdte van de werksters is 21–27 mm en die van de darren 23-26 mm.
De nestzoekende koninginnen zijn te zien vanaf maart, de werksters van eind juli tot half oktober en de jonge koninginnen en mannetjes in augustus. De bijbehorende koekoekshommel is de rode koekoekshommel (Psithyrus rupestris syn. Bombus rupestris).